# Монте-Ринальдо
Монте-Ринальдо (итал. Monte Rinaldo) —  коммуна в Италии, располагается в регионе Марке, в провинции Фермо.
Население составляет 411 человек (2008 г.), плотность населения составляет 53 чел./км². Занимает площадь 8 км². Почтовый индекс — 63020. Телефонный код — 0734.
Покровителем коммуны почитается святой Леонард Ноблакский, празднование 6 ноября.

## Демография
Динамика населения:

## Администрация коммуны
- Официальный сайт: https://web.archive.org/web/20100727121528/http://www.provincia.ap.it/Monterinaldo/